# Contrôle visuel
Le contrôle visuel ou examen visuel est une méthode commune de contrôle non destructif, d'acquisition de données et d'analyse.

## Outils

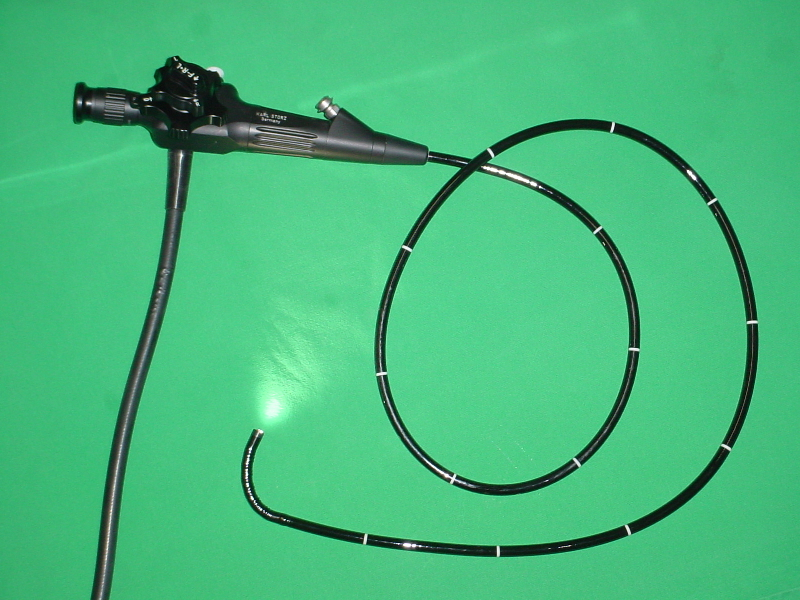
Borescope / Endoscope flexible

Le contrôle visuel peut avoir lieu avec ou sans auxiliaires. Ces auxiliaires peuvent être utilisés pour améliorer la résolution (loupe, binoculaire) ou pour atteindre des endroits d’accès difficiles (fibres optiques, endoscope, borescope simple ou avec caméra). Un endoscope est un appareillage constitué de miroirs et de lentilles. La méthode est alors appelée contrôle par endoscopie.

## Applications
Le contrôle visuel est souvent effectué pendant l'entretien des installations, les moyennes d'inspections utilisant un ou tous les sens de l'homme telles que la vue, l'ouïe, le toucher et l'odorat. Il permet de mettre en évidence la présence de défauts évidents comme des pliures, des cassures, de l'usure, de la corrosion ou des fissures ouvertes. Il permet aussi de voir les caractéristiques superficielles, l'état de la surface et sa couleur. 